# El Llano (Cangas de Onís)
El Llano (en asturiano y oficialmente: El Llanu) es un lugar que pertenece a la parroquia de Margolles en el concejo de Cangas de Onís (Principado de Asturias). Se encuentra a 20 m s. n. m. y está situada a 15 km de la capital del concejo, la ciudad de Cangas de Onís. 

## Población
En 2020 contaba con una población de 16 habitantes (INE, 2020) repartidos en un total de 11 viviendas (INE, 2010).